# 陳汶輝
陳汶輝，字耿光，江浙等處行中書省漳州路南詔屯田萬戶府（今福建省詔安縣）人，明朝政治人物。
其早年因举荐任禮科給事中，后升任大理寺少卿。因屡次上言得失，都直中要害。后忤旨意，得罪，被投入金水桥下而死。